# Крокодил Данди в Лос-Анджелесе
«Крокодил Данди в Лос-Анджелесе» (англ. Crocodile Dundee in Los Angeles) — кинофильм, являющийся окончанием трилогии об австралийском охотнике Майкле Данди. Фильм снимался в 2000 году в Лос-Анджелесе и в пригородах Квинсленда, Австралия. Мировая премьера состоялась в 2001 году, через тринадцать лет после выхода второй части.

## Сюжет
Мик Данди, его неофициальная жена Сью Чарлтон и их сын Майки живут в малообжитой австралийской глуши. Власти штата объявили охоту на крокодилов незаконной, поэтому старый охотник постепенно превращается в объект туристического паломничества. Сью давно соскучилась по работе журналиста и всё ещё надеется приступить к ней при любом удобном случае, и такой случай предоставляется, когда спецкорреспондент газеты, владельцем которой является отец Сью, погибает в автомобильной катастрофе. Сью становится на место спецкора, но для этого семья «Крокодила» на время перебирается в Лос-Анджелес.
Мик становится сыщиком, помогающим расследовать таинственную смерть предшественника его жены в газете, для этого он устраивается работать на киностудию и его принимают дрессировщиком животных, которых снимают в кино. В это время сын Майки посещает местную школу, где он своими навыками быстро производит впечатление на своих одноклассников и учителя.
Киностудия, деятельность которой исследовал погибший репортёр, снимает нерентабельные фильмы. На самом деле кинобизнес — лишь прикрытие для незаконного вывоза редких картин из Югославии. Эти картины вывозятся из страны под маркой копий и числятся в сопроводительных документах как декорации.
Мику и его помощнику Джеко удаётся раскрыть этот коварный замысел. А Мик в свою очередь понимает, что для полноценной семьи ему нужно просто жениться на «своей» очаровательной Сью.

## В ролях
| Актёр           | Роль                 |
| --------------- | -------------------- |
| Пол Хоган       | «Крокодил» Мик Данди |
| Линда Козловски | Сью Чарльтон         |
| Джир Бёрнс      | Арнан Ротман         |
| Алек Уилсон     | Джеко                |
| Джерри Скилтон  | Наггет О’Кесс        |
| Стив Рэкмен     | Донк                 |
| Сердж Кокбурн   | Майкл «Майки» Данди  |
| Майк Тайсон     | камео                |
| Джордж Хэмилтон | камео                |
| Джонатан Бэнкс  | Майлос Драбник       |

## Комментарии
1. ↑  Актёр Алек Уилсон, сыгравший друга Данди Джеко, также снимался во втором фильме трилогии в роли Деннинга — одного из бандитов[1].